# The Invincible Fist

The Invincible Fist (Tie shou wu qing) est un film hong-kongais réalisé par Chang Cheh, sorti en 1969.

## Synopsis
Dans ce film, Lo Lieh joue le rôle du chef de police consciencieux du village Tsang Chou, qui tombe amoureux de la fille aveugle d'un bandit qui fait des ravages...

## Fiche technique
- Titre : The Invincible Fist
- Titre original : Tie shou wu qing
- Autre titre : Ruthless Iron Hand
- Réalisation : Chang Cheh
- Scénario : Ni Kuang
- Production : Inconnu
- Studio de production : Shaw Brothers
- Musique : Inconnu
- Photographie : Inconnu
- Montage : Inconnu
- Pays d'origine : Hong Kong
- Format : Couleurs - 2,35:1 - Mono - 35 mm
- Genre : Arts martiaux
- Durée : 94 minutes
- Date de sortie : 30 juin 1969 (Hong Kong)

## Distribution
- Chen Sing : Crazy Dragon
- Li Ching
- Lo Lieh
- David Chiang
- Ku Feng